# Anglonormannische Eroberung von Irland
Die anglonormannische Eroberung von Irland, auch normannische Eroberung von Irland genannt, war ein wichtiger Einschnitt in die irische Geschichte. Zwischen 1169 und der Mitte des 13. Jahrhunderts wurde ein Großteil Irlands von anglonormannischen Eroberern aus England, Wales wie auch von Normannen aus der Normandie und anderen Regionen erobert. Die Eroberung folgte keiner einheitlichen Strategie, da die anglonormannischen Barone ihre Gebiete in Irland vor allem für sich selbst eroberten. Anders als bei der normannischen Eroberung von Wales konnten die englischen Könige ihre Oberhoheit über das eroberte Gebiet kaum durchsetzen. Wegen der mangelnden Unterstützung durch die englischen Könige und vor allem, weil die anglonormannischen Barone ihre eigenen größten Gegner waren, konnten die Anglonormannen die Eroberung von Irland nicht abschließen und wurden ab Mitte des 13. Jahrhunderts wieder von den Iren zurückgedrängt.

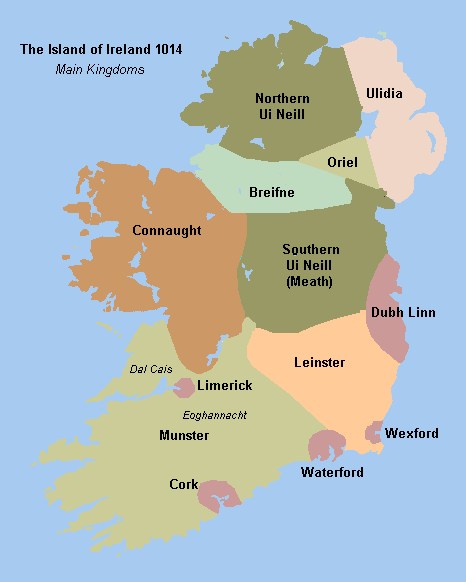
Die keltischen Königreiche in Irland zu Beginn des 11. Jahrhunderts

## Ausgangslage
Im 12. Jahrhundert war Irland ein Land am Rande Europas, auch kulturell. Es wurde von untereinander zerstrittenen Fürsten, Clans, erblichen Äbten, die über den Bischöfen standen, und den Nachfahren der Wikinger von Dublin beherrscht. Der englische König Heinrich II. plante bereits während einer großen Ratsversammlung am Michaelistag 1155 in Winchester, in Irland einzugreifen, um es seinem Bruder Wilhelm zu übergeben. Wegen der Einwände seiner Mutter Matilda wurde dieser Plan wieder verworfen. Heinrich schickte Johann von Salisbury, den Sekretär des Erzbischofs von Canterbury, nach Rom, worauf der aus England stammende Papst Hadrian IV. den englischen König in der Bulle Laudabiliter ermächtigte, Irland zu erobern, um die eigenständige irische Kirche zu reformieren und vor allem, um sie der Oberhoheit des Papstes zu unterwerfen. Dazu übersandte er ihm einen Smaragdring als Symbol des neuen Herren von Irland. Papst Alexander III. bestätigte die Bulle 1172.

## Beginn der anglonormannischen Eroberung

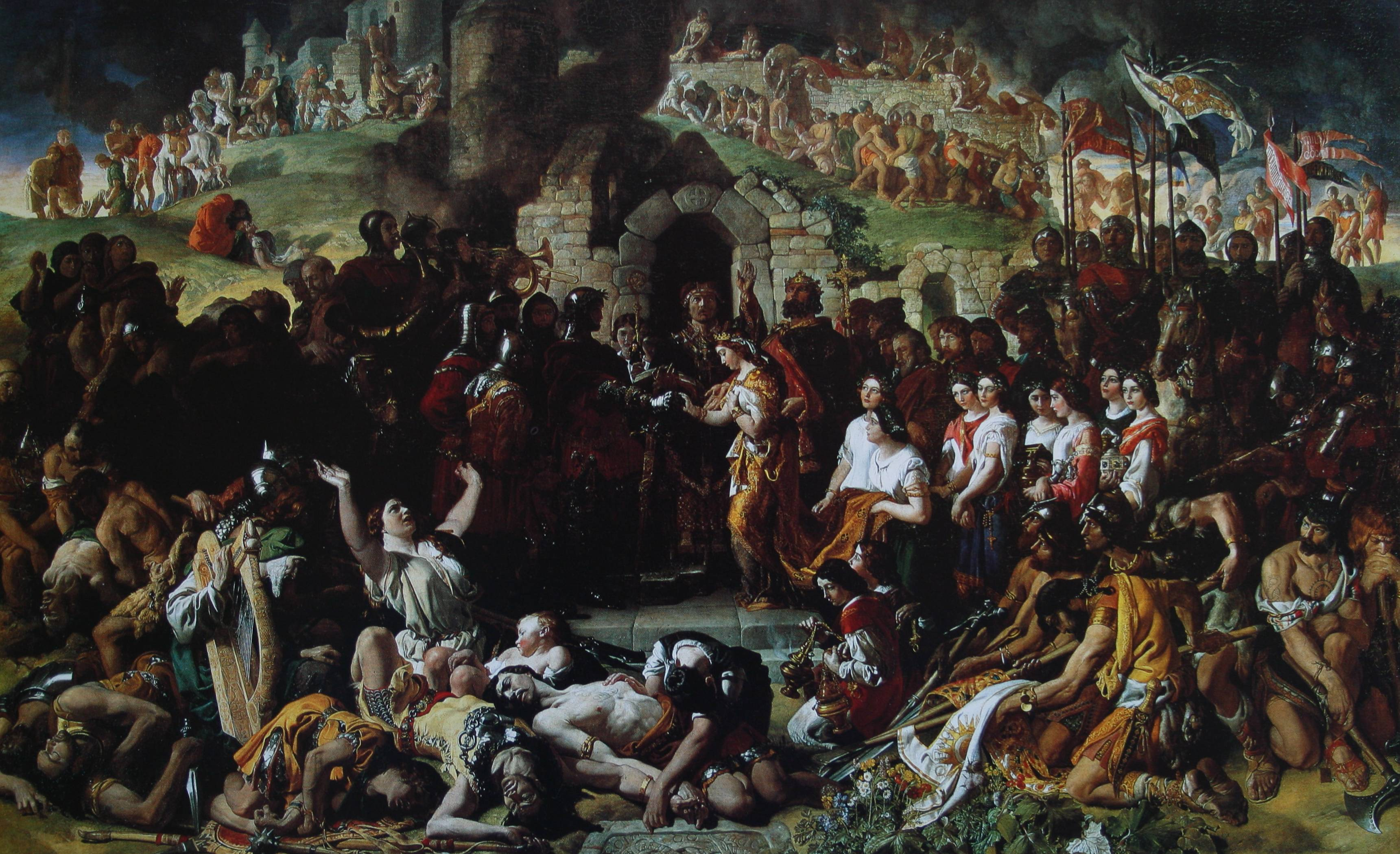
Die Hochzeit von Strongbow und Aoife. Historisierende Darstellung von Daniel Maclise aus dem 19. Jahrhundert

Der von den irischen Königen Ruaidhrí Ua Conchobair und Tigernán Ua Ruairc vertriebene Diarmuid Mac Murchadha Caomhánach, der Kleinkönig von Leinster, suchte 1165 die Unterstützung von Heinrich II., um sein Reich zurückzuerlangen. Der englische König, der gerade nach einem gescheiterten Feldzug gegen Wales sich um seine in Frankreich gelegenen Teile seines angevinischen Reichs kümmerte, hatte zu diesem Zeitpunkt jedoch keine Ambitionen, in Irland einzugreifen. Er begnügte sich deshalb, Diarmuid als seinen Vasallen anzunehmen und ihm zu erlauben, unter den anglonormannischen Adligen seines Reiches Unterstützung zu suchen. Diarmuid ging nach Wales, wo ihm einige Barone der Welsh Marches, deren Besitzungen aufgrund der Expansion der Fürsten von Gwynedd und Deheubarth bedrängt waren, ihre Unterstützung zusagten. Im Mai 1169 erfolgte schließlich ein erster Angriff einer Gruppe cambro-normannischer Adliger unter Führung von Maurice FitzGerald und Robert FitzStephen. Ab 1170 wurden sie durch eine Streitmacht von Richard Strongbow unterstützt. Mit viel Glück konnte die kleine Streitmacht Teile von Leinster und die Region um Dublin erobern. Ihr Erfolg ermunterte weitere Anglonormannen, nach Irland zu gehen. Den schlagkräftigen gepanzerten anglo- bzw. cambronormannischen Rittern und den sie begleitenden walisischen Bogenschützen waren die irischen Truppen in offener Schlacht weit unterlegen, weshalb die Eroberer auch Munster besetzen konnten. Strongbow heiratete Aoife, eine Tochter von Diarmuid, und konnte nach dem Tod seines Schwiegervaters 1171 ein eigenes Territorium in Ostirland aufbauen.

## Eingreifen des englischen Königs
Der englische König erkannte, dass ein Teil seiner Barone außerhalb seines Reiches eigene Territorien aufbaute und schließlich gar ein eigenes Königtum gründete, was er nicht akzeptieren konnte. Deshalb beschloss Heinrich II. im Juli 1171 in Argentan, mit einer Armee nach Irland zu gehen. Um sich Strongbows Loyalität zu versichern, besetzte er zuvor dessen Besitzungen in Wales. Strongbow kam einer Eroberung seiner irischen Besitzungen zuvor, indem er Irland verließ und dem englischen König für seine irischen Besitzungen den Lehenseid leistete. Am 17. Oktober 1171 landete Heinrich II. mit seiner Armee bei Waterford. Die durch irische Angriffe bedrängten anglonormannischen Truppen wurden durch die Truppen des Königs entlastet und der in irische Gefangenschaft geratene Robert FitzStephen kam frei, doch der König zwang den anglonormannischen Baronen seine Oberherrschaft auf und auch die irischen Könige von Desmond und Thomond unterwarfen sich. Heinrich II. bestätigte Strongbow als Lord of Leinster und ernannte ihn zum Earl of Striguil, eine seiner walisischen Besitzungen. Um Strongbows Macht einzuschränken, beanspruchte der König jedoch Meath und Waterford als königliche Häfen. Dublin verlieh er das Stadtrecht und Hugh de Lacy ernannte er zum Lord of Meath. Heinrich blieb im Winter in Dublin. Gemäß der päpstlichen Vollmacht berief er Anfang 1172 eine Synode in Cashel ein, um Kirchenreformen einzuleiten. Dabei überwarf Heinrich II. sich mit dem päpstlichen Legaten, was schließlich in den von den Anglonormannen eroberten Gebieten zur Bildung einer normannisch geprägten Kirche führte, die sich der päpstlichen Autorität unterwarf, während in den unter irischer Herrschaft gebliebenen Gebieten die altirisch geprägte Kirche vom Papst weitgehend autonom weiterbestand.

## Versuch der englischen Oberhoheit

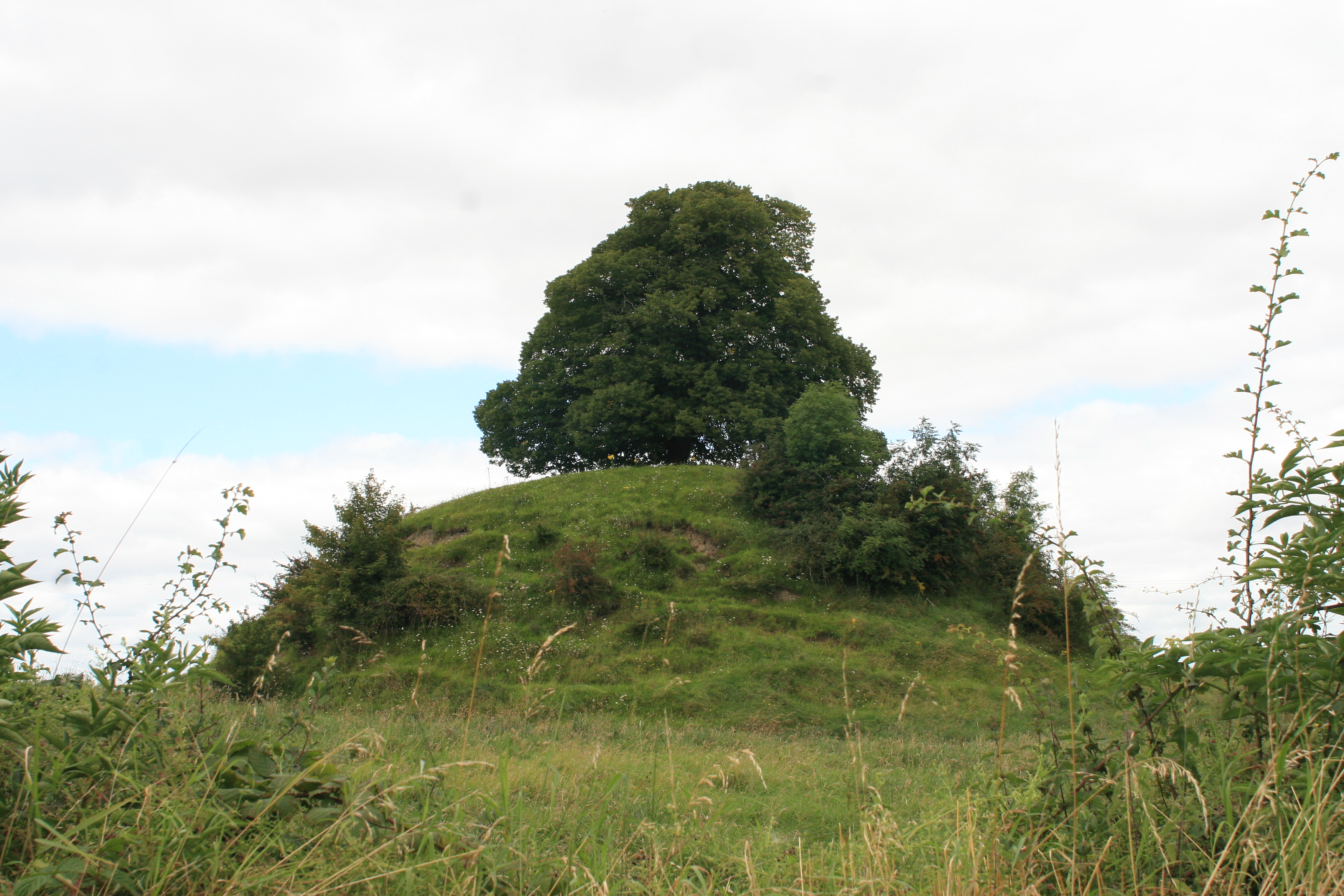
Die Motte von Clonard wurde wahrscheinlich um 1177 von Hugh de Lacy errichtet

Wegen der Krise nach dem Tod von Thomas Becket verließ der König Irland am 17. April 1172. Anstelle von Richard Strongbow ernannte er Hugh de Lacy zu seinem Vertreter und Justiciar of Ireland. Nach Heinrichs Abreise revoltierte Tigernán Ua Ruairc, der Kleinkönig von Brefni. Er wurde noch 1172 von Hugh de Lacy besiegt und getötet. 1173 unterstützte Richard Strongbow den englischen König in Frankreich während der Rebellion seiner Söhne, und 1175 schloss der König den Vertrag von Windsor mit Ruaidhrí Ua Conchobair. Danach sollte dieser Hochkönig in den nicht eroberten Landesteilen sein, doch sollte er die Oberhoheit des englischen Königs anerkennen und ihm Tribut zahlen. Die Autorität des englischen Königs zerfiel jedoch rasch wieder. Ruaidhrí Ua Conchobair konnte sich gegen die anderen irischen Könige nicht durchsetzen, während die anglonormannischen Barone die Autorität des königlichen Justiciars missachteten und ihre Eroberungskriege in Irland fortsetzten. Nach Strongbows Tod 1176 fiel dessen Territorium während der Minderjährigkeit seines Sohns Gilbert an König Heinrich II., der 1177 in Oxford seinen jüngsten Sohn Johann Ohneland zum Lord von Irland erklärte. Der Justiciar Hugh de Lacy dagegen verteidigte zunehmend die Rechte der Iren und heiratete 1181 eine Tochter von Ruaidhrí Ua Conchobair.

## Feldzug von Johann Ohneland 1185
1185 sandte der König seinen nun 17-jährigen Sohn Johann mit einem Heer von 300 Rittern und über 2000 Söldnern sowie mit Kanzleibeamten nach Irland. Johann brach am 24. April von Milford Haven in Wales nach Irland auf und landete am nächsten Tag in Waterford. Seine Expedition scheiterte jedoch völlig. Johann behandelte die Könige von Limerick, Cork und Connacht ohne Respekt, die sich darauf gegen ihn verbündeten. Er setzte sich über den Rat des ihn begleitenden englischen Justiciars Ranulf de Glanville hinweg und versprach in Dublin seinen Günstlingen Ländereien, womit er sich sowohl die Iren wie auch die englischen Kolonisten zu Feinden machte. Im Kleinkrieg gegen die Iren konnten sich seine gepanzerten Reiter nicht durchsetzen und erlitten Verluste. Johann verschwendete die von seinem Vater mitgebrachten Gelder, so dass er seine Söldner nicht mehr bezahlen konnte. Diese begannen zu plündern und desertierten schließlich. Im September 1185 musste Johann Irland wieder verlassen, ohne dass er etwas erreicht hatte. Für sein Scheitern machte er den Justiciar Hugh de Lacy verantwortlich, weshalb König Heinrich II. diesen seines Amtes enthob und durch John de Courcy, der ab 1177 Ulster erobert hatte, ersetzte. Am 25. Juli 1186 wurde Hugh de Lacy bei Durrow von einem Iren ermordet.

## Irland unter Richard I. und Johann Ohneland

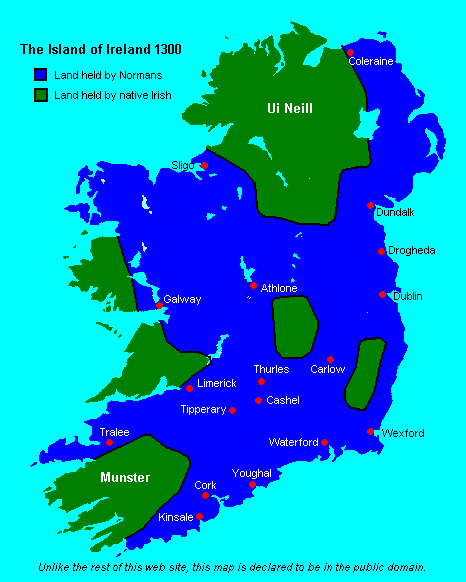
Irland um 1300; blau die von anglonormannischen Baronen beherrschten Gebiete

König Richard I., der Sohn und Nachfolger von Heinrich II., kümmerte sich während seiner Herrschaft fast überhaupt nicht um Irland. Richard Strongbows junger Sohn Gilbert war 1185 gestorben, so dass Strongbows Tochter Isabel seine Erbin wurde. Der neue König erlaubte William Marshal, einem treuen Gefolgsmann seines Vaters, Isabel zu heiraten, und übertrug ihm auch Strongbows Titel Earl of Pembroke. Unter König Richards Herrschaft ging die Eroberung durch die anglonormannischen Barone weiter. Nach dem Tod von König Domnall Mór Ó Briain von Thomond 1194 und der Eroberung von Limerick griff William de Burgh das bislang dem englischen König gegenüber loyale Connacht an, wobei er von den Söhnen von Hugh de Lacy und von den FitzGeralds unterstützt wurde. Dabei waren die anglonormannischen Barone durch verschiedene Fehden untereinander zutiefst zerstritten. Der alte Hochkönig Ruaidhrí Ua Conchobair starb 1198 friedlich in Cong im Kloster.
1200 ernannte König Johann, der 1199 seinem Bruder Richard auf dem Thron gefolgt war, seinen Vetter Meiler FitzHenry zum Justiciar von Irland, gegen dessen Autorität sich der frühere Justiciar John de Courcy widersetzte. König Johann versuchte, die anglonormannischen Barone gegeneinander auszuspielen. 1201 vergab er das bislang William de Burgh gehörende Limerick an seinen Günstling William de Braose, und im Auftrag des Königs griff Hugh de Lacy John de Courcy an und konnte ihn mit Hilfe von Meiler FitzHenry schlagen und gefangen nehmen. 1205 ernannte der König Hugh de Lacy zum Earl of Ulster. 1207 traf jedoch William Marshal, der Erbe von Richard Strongbow, in Irland ein. Er war in England bei König Johann in Ungnade gefallen, ihm gelang es nun, die de Lacys gegen den Justiciar zu einigen. 1208 vertrieben Hugh und Walter de Lacy den Justiciar aus Irland. Johann ernannte nun seinen Vertrauten John de Gray, Bischof von Norwich, zum neuen Justitiar. Als der inzwischen gegen den König rebellierende William de Braose 1208 mit seiner Familie nach Irland floh, wurde er von seinem Lehensmann William Marshal sowie von seinem Schwager Hugh de Lacy aufgenommen. König Johann unternahm deshalb 1210 erneut einen Feldzug nach Irland. William Marshal kam ihm zuvor und unterwarf sich dem König in Pembroke. König Johann erreichte am 6. Juni von Pembroke aus Irland. In einem raschen Feldzug zog er zuerst nach Dublin, dann vertrieb er Hugh und Walter de Lacy aus Meath und anschließend aus Ulster. William de Braose floh nach Wales, die de Lacys nach Schottland, die Familie von de Braose geriet schließlich in Gefangenschaft. Am 29. August kehrte der König nach England zurück.

## Kolonisierung und Ende der anglonormannischen Eroberung
Die anglonormannischen Barone führten in den von ihnen eroberten Gebieten die Feudalherrschaft ein. Den Baronen folgten Kolonisten aus Wales und England, zum Teil auch aus Schottland und Flandern. Begünstigt wurde dies durch das Bevölkerungswachstum in diesen Regionen, das jüngere Söhne zum Auswandern ermunterte, durch die Gewährung von Freiheiten und Rechten für die Kolonisten und durch die Chance, im fruchtbaren Irland binnen kurzer Zeit zu Wohlstand zu kommen. Der Getreideanbau wurde anstelle der bisherigen Viehzucht gefördert. Durch den Bau von Häfen, Straßen und Brücken wurde der Handel gefördert, aus Irland wurden  Wolle, Vieh, Getreide, Käse und vor allem Häute und Pelze nach Wales und England exportiert. In dem Land, in dem es bislang kaum Dörfer und Städte gab, gründeten die Eroberer zahlreiche Siedlungen, in denen sich Handwerker und Händler ansiedelten. Aus anderen Teilen Europas kamen Mönche nach Irland, die mit neue Kirchen und Kathedralen bauten. Zur Sicherung ihrer Herrschaft errichteten die Eroberer zahlreiche Burgen, und als Zentrum der königlichen Gewalt entstand ab 1204 Dublin Castle. Die englischen Könige teilten das Land in Grafschaften (Counties) auf. 1207 wurde unter König Johann nach englischem Vorbild ein einheitliches Münzsystem eingeführt, welches das Harfesymbol trug. König Johann versuchte auch, das englische Rechtssystem auf Irland zu übertragen und die irischen Brehon Laws zu verdrängen. Er gründete einen Court of the King’s Bench als obersten Gerichtshof, dessen Zuständigkeit sich jedoch auf die Streitereien zwischen den königlichen Vasallen beschränkte. Für die Iren galten weiterhin die Brehon Laws.
1223 kehrte Hugh de Lacy nach Irland zurück und eroberte wieder Meath. 1227 erhielt er Ulster zurück, dazu unterstützte er die Eroberung von Connacht. De Lacy starb 1242 ohne Erben, worauf sein Land wieder an die Krone fiel. 1263 wurde Ulster an die de Burghs vergeben. Um 1235 hatte Richard Mór de Burgh, ein Sohn von William de Burgh, Connacht erobert. Damit war der Höhepunkt der anglonormannischen Eroberung erreicht. Die Anglonormannen kontrollierten um 1250 etwa dreiviertel Irlands, vor allem Leinster, Meath und Munster. Danach stockte die Expansion wegen mehrerer Gründe:
- ein Teil der anglonormannischen Barone verwaltete ihre Baronien nicht mehr selbst, sondern sie besaßen weitere Güter in England, wo sie sich meist aufhielten. Folglich unternahmen sie keine weiteren Eroberungen irischer Gebiete.
- nach König Johanns Feldzug 1210 kam bis zum Feldzug von König Richard II. von 1394 bis 1395 fast 200 Jahre lang kein weiterer englischer Monarch nach Irland. Die anglonormannischen Barone missachteten die Autorität des königlichen Justiciars, befehdeten sich gegenseitig und schwächten ihre Besitzungen durch Erbteilungen.
- die Iren verbesserten ihre Ausrüstung und Bewaffnung nach dem Vorbild der Eroberer. 1220 konnten sie erstmals eine anglonormannische Armee aus dem südlichen Ulster vertreiben. Mit Hilfe von Söldnern von den Hebriden und aus Schottland konnten sie den Anglonormannen weitere Niederlagen beibringen.

Durch diese und weitere Ursachen kam es im 14. und 15. Jahrhundert zu einem Wiedererstarken der gälischen Gesellschaft und die anglonormannische Herrschaft wurde zurückgedrängt. Die verbliebenen anglonormannischen Barone, etwa die Earls of Desmond, von Ormonde oder von Kildare assimilierten sich aufgrund ihrer geringen Anzahl mit den Iren. Sie heirateten irische Frauen, pflegen die irische Dichtkunst und Kultur und übernahmen schließlich auch die gälische Sprache. Nur die Region um Dublin, der Pale, blieb dauerhaft unter direkter englischer Kontrolle.